# حمام مظفر الملک
حمام مظفر الملک بنایی است باستانی که در شهر دزفول واقع شده‌است.
فراهم نمودن شرایط مناسب برای استحمام، علاوه بر کنترل میزان حرارت، رطوبت و نور، مستلزم تنظیم مقدار تهویه در حمام نیز بوده‌است؛ لذا داشتن تجربه در استفاده از حمام ضروری بوده و برای افراد ناآشنا حمام کردن مشکلاتی را نیز به همراه داشته‌است. چنانچه مادام ژان دیو لا فوا در یکی از سفرهای خود به ایران در مورد استفاده از حمام خصوصی مظفر الملک در دزفول می‌نویسد: «ناگهان فریاد دل خراشی به گوش می‌رسد در حمام باز می‌شود، هیکلی از آن بیرون می‌آید و به پشت روی زمین می‌افتد و لنگه‌های در خود به خود بسته می‌شود. او را خارج می‌کنیم نبضش دیگر نمی‌زند مارسل فریاد می‌زند خفگی گاز کربنیک است و بلافاصله شروع به دادن تنفس مصنوعی می‌کند.»